# Miért pont Ő?
A Miért pont Ő? (eredeti cím: Why Him?) 2016-ban bemutatott amerikai filmvígjáték, amelyet John Hamburg és Ian Helfer forgatókönyvéből John Hamburg rendezett. A főbb szerepekben James Franco, Bryan Cranston, Zoey Deutch, Megan Mullally és Cedric the Entertainer látható.
Az Amerikai Egyesült Államokban 2016. december 23-án, Magyarországon 2016. december 22-én mutatták be a mozikban.

## Szereplők
| Szereplő | Színész                | Magyar hang      |
| --- | ---------------------- | ---------------- |
| Laird Mayhew | James Franco           | Dévai Balázs     |
| Ned Fleming | Bryan Cranston         | Rosta Sándor     |
| Stephanie Fleming | Zoey Deutch            | Gáspár Kata      |
| Barb Fleming | Megan Mullally         | Pápai Erika      |
| Lou Dunne | Cedric the Entertainer | Schneider Zoltán |
| Scotty Fleming | Griffin Gluck          | Boldog Gábor     |
| Gustav | Keegan-Michael Key     | Zöld Csaba       |
| Kevin | Zack Pearlman          | Kapácsy Miklós   |
| Marnie | Jee Young Han          | Sági Tímea       |
| Justine | Kaley Cuoco (hang)     | Mezei Kitty      |
| Randy | Jacob Kemp             | Markovics Tamás  |
| Missy Pederman | Casey Wilson           | Erdős Borcsa     |
| Blaine Pederman | Andrew Rannells        | Czető Roland     |
| Tyson | Adam DeVine            | Hamvas Dániel    |
| Patty Dunne | Tangie Ambrose         | Kocsis Mariann   |
| Burt | Steve Bannos           | Kajtár Róbert    |
| Önmaga | Richard Blais          | Láng Balázs      |
| Önmaga | Elon Musk              | Harcsik Róbert   |
| Önmaga | Gene Simmons           | Sarádi Zsolt     |
| Önmaga | Paul Stanley           | Maday Gábor      |
| Jerry | Bob Stephenson         | Törköly Levente  |
| Joyce | Mary Pat Gleason       | Molnár Zsuzsa    |
| További magyar hangok |                        |                  |
| Bárány Virág, Czifra Krisztina, Fehér Péter, Fehérváry Márton, Gyurin Zsolt, Keresztény Tamás, Király Adrián, Lipcsey Colini Borbála, Mohácsi Nóra, Németh Attila István, Sörös Miklós, Téglás Judit |                        |                  |